# Đường cơ sở (biển)
Xem các khái niệm khác cùng tên tại đường cơ sở.

Các vùng biển theo luật biển quốc tế

Đường cơ sở là đường ranh giới phía trong của lãnh hải và phía ngoài của nội thủy, do quốc gia ven biển hay quốc gia quần đảo định ra phù hợp với công ước của Liên hợp quốc về luật biển năm 1982 để làm cơ sở xác định phạm vi của các vùng biển thuộc chủ quyền và quyền tài phán quốc gia (lãnh hải, vùng tiếp giáp lãnh hải, vùng đặc quyền kinh tế, thềm lục địa).

## Phân loại
Nhằm làm phù hợp với địa hình thực tế của từng quốc gia và phù hợp với luật quốc tế, hiện nay đường cơ sở được phân ra làm hai loại phổ biến nhất, đó là:
- Đường cơ sở thẳng
- Đường cơ sở thông thường

### Đường cơ sở thẳng
Được xác định theo phương pháp nối liền các điểm thích hợp được lựa chọn tại những điểm ngoài cùng nhất nhô ra biển tại mức nước thủy triều thấp nhất (trung bình nhiều năm). Trước khi được pháp điển hóa thành các điều khoản của các điều ước quốc tế thì nó là phương pháp tập quán phổ biến nhất của tập quán quốc tế. Cụ thể là phán quyết năm 1951 của Tòa án quốc tế trong vụ tranh chấp Anh - Na Uy về ngư trường. Công ước Liên Hợp Quốc về Luật biển năm 1958 đã pháp điển hóa và đưa nó vào điều 4 khi giải thích về lãnh hải và vùng tiếp giáp lãnh hải, cũng như trong điều 7 của Công ước 1982. Theo Công ước 1982 thì đường cơ sở thẳng phải tuân thủ quy định là không đi chệch quá xa  hướng chung của bờ biển và các vùng biển nằm bên trong các đường cơ sở này phải có liên quan đến phần đất liền đủ để có thể coi như vùng nằm dưới chế độ nội thủy (điều 7 khoản 7§1). Tuy nhiên, ở đây có một số ngoại lệ khi kẻ một số đường cơ sở thẳng. Cụ thể như sau:
- Theo điều 7 khoản 7§5 của Công ước 1982 thì quốc gia ven biển có thể tính đến lợi ích kinh tế riêng biệt của khu vực đó mà tầm quan trọng của nó đã được chứng minh rõ ràng thông qua quá trình sử dụng lâu dài.

Với phương pháp này cần lưu ý đến việc lựa chọn các điểm xuất phát, không được chọn các điểm thuộc các bãi nửa nổi nửa chìm (các bãi nổi trên biển có đặc tính nổi khi thủy triều xuống, chìm khi thủy triều lên do địa hình không bằng phẳng hoặc thoải đều), trừ trường hợp ở đó có đèn biển hoặc các thiết bị hoa tiêu khác thường xuyên nhô lên trên mặt nước hay việc vạch đường cơ sở đó đã được thừa nhận chung của quốc tế. Việc này phải bảo đảm không làm cho lãnh hải của quốc gia khác bị tách ra khỏi vùng đặc quyền kinh tế của họ hay biển cả.

### Đường cơ sở thông thường
Là ngấn nước thủy triều thấp nhất (trung bình nhiều năm) dọc theo bờ biển đã được thể hiện trên các hải đồ có tỷ lệ xích lớn đã được quốc gia ven biển chính thức công nhận. Đối với các đảo san hô hay đảo có đá ngầm ven bờ bao quanh, phương pháp này cũng được áp dụng. Ưu điểm của phương pháp này là phản ánh đúng đắn hơn đường bờ biển thực tế của các quốc gia, hạn chế sự mở rộng các vùng biển thuộc quyền tài phán của họ. Hạn chế của nó là khó áp dụng trong thực tế, nhất là đối với các vùng có bờ biển khúc khuỷu.